# Anatoli Wassiljewitsch Ljapidewski

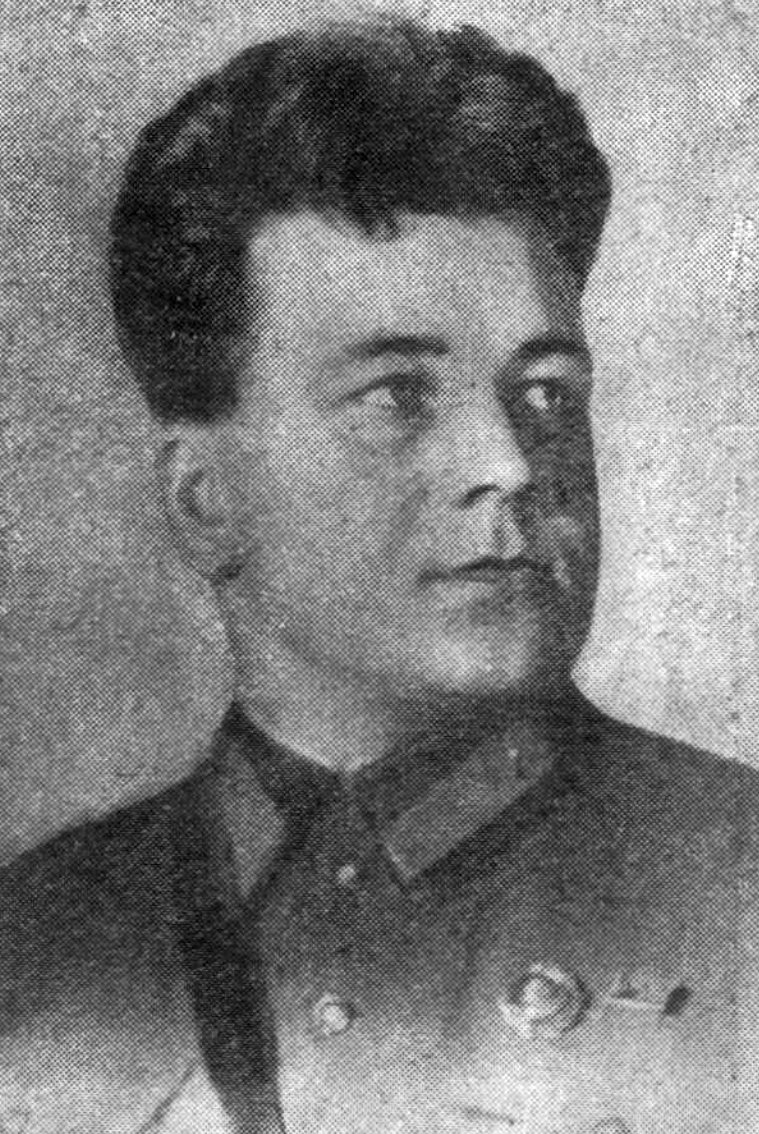
Anatoli Ljapidewski, 1938

Anatoli Wassiljewitsch Ljapidewski (russisch Анатолий Васильевич Ляпидевский; * 10. Märzjul. / 23. März 1908greg. in Station Beloglinskaja, Gouvernement Stawropol; † 29. April 1983 in Moskau) war ein sowjetischer Pilot.
Ljapidewski war einer der sieben Piloten, die die schiffbrüchige Besatzung des im Februar 1934 im Polarmeer untergegangenen Dampfers Cheliuskin von einer Eisscholle evakuierten. Aufgrund dieser Leistung wurde die Auszeichnung Held der Sowjetunion gestiftet und den Fliegern als Ersten in der Geschichte der Sowjetunion verliehen.

## Leben
Ljapidewski trat 1926 in die Rote Armee ein. 1928 absolvierte er die Seefliegerschule in Sewastopol und diente anschließend ab 1929 als Fluglehrer und Pilot im Offiziersrang bei der Baltischen Flotte. 1933 wurde er zur Reserve versetzt und ging zur Aeroflot, wo er in deren Fernostabteilung als Linienpilot arbeitete. 1934 war es Ljapidewski, der die vermisste Tscheljuskin-Besatzung mit Kapitän Wladimir Woronin und Expeditionsleiter Otto Schmidt auf einer Eisscholle entdeckte und mit seinem TB-1-Flugzeug die ersten Schiffbrüchigen ausflog. Am 20. April 1934 erhielt Ljapidewski als Erster den Titel „Held der Sowjetunion“. Im selben Jahr wurde er Mitglied der Kommunistischen Partei. 1935 trat er erneut in die Armee ein und absolvierte bis 1939 ein Studium an der Schukowski-Universität. Anschließend war er im Forschungsinstitut der Luftstreitkräfte (NII WWS) tätig und arbeitete bis 1942 als stellvertretender Chef der Hauptinspektion und als Direktor eines Flugzeugwerkes. Von 1942 bis 1943 war Ljapidewski an der Karelischen Front in der 19. Armee Stellvertreter des Kommandeurs der Luftstreitkräfte sowie bei der 7. Luftarmee Hauptverantwortlicher für die Feldinstandsetzung. 1943 wurde ihm wiederum die Leitung eines Flugzeugwerkes übertragen, ein Posten, den er bis Kriegsende innehatte.
Nach dem Krieg wurde Ljapidewski zum stellvertretenden Minister für Luftfahrtindustrie ernannt und bekleidete dieses Amt, bis er 1961 in die Reserve versetzt wurde. Er war Deputierter des Obersten Sowjet und erhielt unter anderem den Rotbannerorden und dreimal den Leninorden. 1935 erschien das von ihm geschriebene Buch „Der fünfte März.“ Ljapidewskis Grab befindet sich auf dem Nowodewitschi-Friedhof in Moskau. 1985 wurde ihm zu Ehren an seinem Moskauer Wohnhaus am Suworow-Prospekt eine Gedenktafel enthüllt.